# Nueva Roma

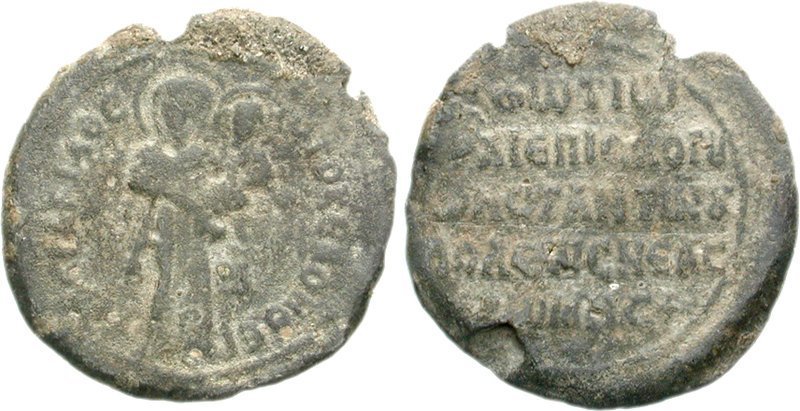
Fotos. Patriarca de Constantinopla, 858-67 y 877-86. Sello PB (38 mm, 25,88 g, 12 h). ΥΠΕΡΑΓΙΑ ΟΔΗΓΗΤΡΙΑ, Theotokos Hodeghetria, de pie frente a frente, vestida con quitón y maphorion, sosteniendo al niño Cristo en su brazo izquierdo / ΦΩΤΙΩC ΑΡΧΙΕΠΙCKOΠΟC C NEAC ΡΩΜΗC en cinco líneas. BLS II 7a var. (rotura de leyenda rev.); DOCBS -; Seyrig -; Vaticano 152 var.

El de Nueva Roma es un concepto ideológico de gran trascendencia y continuidad histórica, que se aplicó desde la Antigüedad tardía hasta la Edad Contemporánea. Consiste en la atribución de la herencia inmaterial de la Antigua Roma a un nuevo espacio en el que se constituye una entidad política que pretende restaurar las virtudes míticas de esa civilización.
La primera en reclamar la denominación fue Bizancio, ciudad refundada con el nombre de Nueva Roma por Constantino (año 330), que se convierte en la Segunda Roma, nueva sede imperial en Oriente del Imperio Romano. Con el tiempo, fue conocida como Constantinopla, ciudad que guardaría y protegería al Imperio Romano hasta su fin definitivo en 1453. Desaparecido la administración occidental del Imperio Romano (año 476), la primacía de Constantinopla sólo será desafiada con la instauración del Imperio Carolingio por Carlomagno (año 800).
El título de Tercera Roma fue reclamado por la ciudad de Moscú ya que el Imperio ruso del siglo XV pretende dar continuidad al Imperio pero con la religión cristiana ortodoxa lejos de Constantinopla tomada por los turcos otomanos (año 1453) y renombrada posteriormente con su actual nombre de Estambul. 

Roma antigua cayó de la gloria y la Fe Cristiana por orgullo y premeditación: En la nueva Roma que es la ciudad de Constantino, la Fe Cristiana está pereciendo similarmente por opresión de los hijos de Agar. Pero en la Tercera Roma que está de pie en la tierra de Rusia la gracia del  Espíritu Santo ha brillado y sabe que todos los hombres Cristianos al fin entrarán en el reino ruso, por causa de la Ortodoxia
Dimitri Gerasimov, Leyenda del Capelo Blanco, atribuida al papa Silvestre, 1492

El Sultán otomano, no obstante, también reclamó para sí la herencia imperial romana-bizantina (mientras que la legitimidad religiosa islámica, la sucesión de Mahoma, la tenía la figura simbólica del Califa de un llamado «quinto califato» que también está sujeto a cómputos significativos —en la actualidad el «sexto califato» es una de las pretensiones del islamismo—).
Con la expresión Cuarta Roma se hace referencia a lo inexistente, o al final de la historia en distintos contextos, especialmente literarios rusos: porque "cuarta Roma" no habrá, y sin Roma no puede vivir el mundo (Dostoievski); aunque Gabriel Alomar lo aplicó al fascismo italiano en sus inicios (1922).
La más contemporánea atribución del concepto de Nueva Roma es la que se hace de las virtudes de la Roma republicana y su ascensión al Imperio y la conquista del mundo en paralelismo con la historia de los Estados Unidos, desde su independencia. El neoclasicismo en boga en la segunda mitad del siglo XVIII, la penetración de los ideales de la ilustración, junto con el mito del buen salvaje hacían ver esa similitud tanto a los colonos independizados como a los europeos (que les miraban, primero con una mezcla de condescendencia y admiración —como tuvo ocasión de comprobar Benjamin Franklin de embajador en París—, que se fue transformando en percepciones más agudas —Alexis de Tocqueville en su visita a Estados Unidos, tras la que escribió La democracia en América—) o a los hispanoamericanos independizados posteriormente (y que pasaron a ser sujetos a dependencia neocolonial). El tópico condensado en la expresión America as Rome aparece en multitud de ejemplos en la literatura y la ensayística (Gore Vidal), y está en la base de recreaciones de la Antigüedad de novelas y películas históricas (Cleopatra, Espartaco, La caída del Imperio Romano, Gladiator).

## Roma, la nueva Ilión
La propia Roma se percibía a sí misma como la heredera de otra ciudad-imperio de glorioso pasado: la mítica Troya (Ilión, en su denominación homérica) de donde, según  las leyendas que Virgilio recogió en la Eneida, huyó Eneas tras la destrucción de la ciudad por los griegos. Eneas, tras su periplo por el Mediterráneo, llegó a las costas del centro de Italia, y de su descendencia surgieron los fundadores de Roma (Rómulo y Remo). Se considera arquetípica la oposición entre los romanos, perpetuos emigrantes, pragmáticos, favorables al mestizaje y el sincretismo; y los atenienses, plantas del jardín de Atenea, estrechamente ligados a la tierra, incluso en el carácter de sus héroes ctónicos. El hecho de que las únicas referencias posibles a Troya fueran la propia literatura griega, hizo que la conquista militar romana de Grecia, simultánea la conquista intelectual de Roma por la civilización helénica, pudiera ser planteada en términos alegóricos como una revancha histórica de los descendientes de los troyanos. Esta relación con oriente se plantea en otro tópico cultural romano: la expresión Ex oriente lux, ex occidente dux (la luz viene de oriente, el poder de occidente).

## El concepto de la Nueva Jerusalén
Nueva Jerusalén, una expresión de origen bíblico, es utilizado como concepto espiritual o político, según el caso, por distintas ramas del judaísmo y el cristianismo.